# Megaparsec
Megaparsec (Mpc) là đơn vị đo chiều dài thiên văn học, có độ lớn bằng 1000000 pc, thường được dùng trong thiên văn học liên thiên hà.

## Hoán chuyển đơn vị
| 1 Mpc = | 1000 kpc = 1000000 pc |
| 1 Mpc = | 3,26.106 ly           |
| 1 Mpc = | 3.086,1022m           |

| Khoảng cách Hệ mặt trời đến tâm Ngân Hà | 0,009 Mpc       |
| Đường kính Ngân Hà                      | 0,02 Mpc        |
| Khoảng cách đến thiên hà Andromeda      | 0,6 Mpc         |
| Khoảng cách đến cụm sao Virgo           | 17 Mpc - 22 Mpc |
| Khoảng cách đến thiên hà RXJ1242-11     | 200 Mpc         |

Xem thêm
- Parsec
- Kiloparsec